# 腸套疊

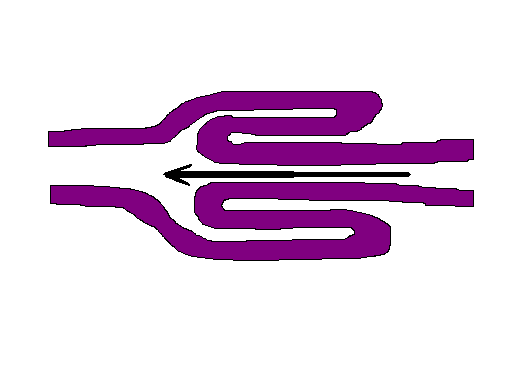
腸套疊表示圖，圖中右端的腸道套疊入左端的腸道。

腸套疊是指一段腸道套入另一段腸道的一種症狀，形成像直筒式望遠鏡收納時一般的摺疊狀。雖然任何部分的腸道都有可能發生腸套疊，但是其中以迴腸與結腸交會處是最常發生腸套疊的位置。絕大部分的腸套疊是近端（proximal，即較靠近嘴的一端）的腸道套入遠端的腸道（distal，即離嘴較遠的一端），這是因為腸道的蠕動（Peristalsis）會將近端腸道拉往遠端腸道，因此近端腸道被遠端腸道套疊的情況較為常見，不過相反的遠端腸道套疊入近端腸道偶爾也會發生。腸套疊發生在人類上的病例主要集中於二到36個月的嬰兒上，而男嬰的發生機率較女嬰大兩倍，即三比一的機率。腸套疊在成人上較為少見，大約1%的腸胃阻塞是由腸套疊所造成，而且通常與息肉或是癌症一起發生。

## 症狀
初期症狀包括嘔吐（83%）、陣發性的痙攣腹痛、雙腿屈曲至胸部等症狀。後期症狀有血便（75%），以紅色果醬樣大便較常見，以及疲倦感。在生理檢驗時，在腹部可以觸摸感覺到香腸狀的硬塊（50%）。尚未學會說話的嬰兒會以哭鬧、雙腿屈曲等方式表示。